# Lóvago
Lóvago est une municipalité nicaraguayenne du département de Chontales au Nicaragua.